# Carbay
 Carbay  es una comuna y población de Francia, en la región de Países del Loira, departamento de Maine y Loira, en el distrito de Segré y cantón de Pouancé.
Su población en el censo de 1999 era de 208 habitantes.
Está integrada en la Communauté de communes de Pouancé-Combrée .

## Demografía
| 204 | 192 | 181 | 175 | 214 | 208 |
| Para los censos de 1962 a 1999 la población legal corresponde a la población sin duplicidades (Fuente: INSEE [Consultar]) |     |     |     |     |     |